# Siliștea (okręg Konstanca)
Siliștea – wieś w Rumunii, w okręgu Konstanca, w gminie Siliștea. W 2011 roku liczyła 608 mieszkańców.